# Xã Baker, Quận Izard, Arkansas
Xã Baker (tiếng Anh: Baker Township) là một xã thuộc quận Izard, tiểu bang Arkansas, Hoa Kỳ. Năm 2010, dân số của xã này là 203 người.